# New Sensation
New Sensation är en sång av INXS med text av Michael Hutchence och musik av Andrew Farriss.
Låten var den tredje singeln från albumet Kick. Låten nådde plats nummer 3 på Billboard Hot 100 i USA, nummer 9 i Australien, nummer 15 i Storbritannien och nummer 8 på Mainstream Rock Tracks i USA.
Låten innehåller en ett saxofonsolo av Kirk Pengilly.